# Oriovčić
Oriovčić is een plaats in de gemeente Podcrkavlje in de Kroatische provincie Brod-Posavina. De plaats telt 130 inwoners (2001).